# 馬德里—巴塞隆拿高速鐵路
馬德里—薩拉戈薩—巴塞隆拿—法國邊境高速鐵路（西班牙語：Línea de alta velocidad Madrid-Zaragoza-Barcelona-Frontera francesa），是一條連接西班牙首都馬德里及加泰羅尼亞地區首府巴塞隆拿的高鐵路線。全長621公里，於2008年2月20日全線通車。設計速度為時速350公里。它令馬德里至巴塞隆拿的運輸時間減至2小時30分鐘，亦透過佩皮尼昂—菲格拉斯高速铁路與法國高速鐵路網絡連接。
线路于萨拉戈萨和莱里达城外取直线过，但设有054线和056线分别绕行市中心的薩拉戈薩-德利西亞斯車站和萊里達比利牛斯站。

## 歷史

### 年表
- 2003年10月11日：馬德里至萊里達段通車。通車初期時速限制為200公里。
- 2006年5月19日：提速至時速250公里。
- 2006年10月16日：提速至時速280公里。
- 2006年12月18日：塔拉戈纳营站（英语：Camp de Tarragona railway station）開始使用。
- 2007年5月7日：提速至時速300公里。
- 2008年2月20日：通車至巴塞隆拿。
- 2013年1月7日：通車至菲格拉斯，並連接佩皮尼昂—菲格拉斯高速铁路。[3]
- 2022年7月1日：馬德里阿托查—查馬丁第三隧道（西班牙语：Túneles ferroviarios Atocha-Chamartín）通車，可節省20分鐘換軌距時間。